# Maik Klokow
Maik Klokow (* 13. Januar 1965 in Wismar) ist ein deutscher Musical- und Theaterproduzent.

## Leben
Maik Klokow sammelte bereits während seiner Schulzeit erste Erfahrungen im Theaterbereich. Nach seinem Realschulabschluss erlernte er bei der ZBO Parchim den Beruf des Maurers. 1986 begann er seine Theaterkarriere am Landestheater Parchim, wo er eine Ausbildung zum Bühnenmeister absolvierte. Hier arbeitete er unter anderem mit Leander Haußmann zusammen.
1989 bewarb sich Klokow beim Musicalveranstalter Stella AG.  Am 1. Januar 1990 begann er als Bühnenmeister bei Starlight Express in Bochum. In den Folgejahren war er in leitenden Positionen für zahlreiche Produktionen in Deutschland verantwortlich, unter anderem für  Cats, Das Phantom der Oper, Miss Saigon und Die Schöne und das Biest.  Anfang 2000 wurde Joop van den Ende, Eigner der Stage Entertainment International, auf Klokow aufmerksam und engagierte ihn als General Manager für Deutschland. Er war für Theatergründungen und die Entwicklung des Live-Entertainment-Angebots verantwortlich.
Als Geschäftsführer leitete er Musical-Produktionen wie Elisabeth (Colosseum, Essen), Disneys Der König der Löwen (Theater im Hafen, Hamburg), Mamma Mia! (Operettenhaus, Hamburg), Titanic – Das Musical (Neue Flora, Hamburg), Pinkelstadt (Schloßparktheater, Berlin), 42nd Street (Apollo Theater, Stuttgart), Tanz der Vampire (Neue Flora, Hamburg), Wie einst im Mai (Schloßparktheater, Berlin), Dirty Dancing (Neue Flora, Hamburg) und Wicked – Die Hexen von Oz (Apollo Theater, Stuttgart). Außerdem kaufte Klokow das Theater im Hamburger Hafen, die damalige Spielstätte des Musicals Buddy Holly. Seit Dezember 2001 wird dort Der König der Löwen gezeigt. Die Idee zu dem Musical Ich war noch niemals in New York (Operettenhaus, Hamburg) hat Klokow entwickelt und als Eigenproduktion der Stage Entertainment auf die Bühne gebracht. Auch die Produktion Der Schuh des Manitu (Theater des Westens, Berlin) geht auf Klokows Ideen zurück und wurden nach seinem Weggang realisiert.
Im Bereich des Live-Entertainments produzierte und vermarktete er Shows wie Holiday on Ice, De La Guarda, Blue Man Group und eine der größten Musicalgalas „Best of Musical“. Er betrieb den Quatsch Comedy Club (Hamburg) und das Kehrwieder-Theater (Speicherstadt Hamburg) und veranstaltete die Tanzveranstaltung „Sensation“ in der Veltins-Arena (Gelsenkirchen). Anfang 2008 wandte Klokow sich neuen Aufgaben zu und übernahm die Geschäftsführung der Düsseldorfer Unternehmensgruppe von Thomas Krauth. Ende 2008 wurde er Mehrheitsgesellschafter der Unternehmensgruppe, zu der auch die Vertriebsgesellschaft „TKS Ticket-Service und Veranstaltungen“ gehört. Unter dem Produktionslabel Mehr! Entertainment bündelt Klokow seit 2009 seine Engagements im Unterhaltungssegment und produzierte u. a. Hape Kerkelings Kein Pardon – Das Musical, Shrek – Das Musical und Billy Elliot.
Im April 2018 verkaufte Maik Klokow die Unternehmensgruppe an den britischen Theaterbetreiber The  Ambassador Theatre Group (ATG), er bleibt als Geschäftsführer und Produzent eingesetzt. Seit Juli 2018 firmiert Klokows Mehr! Entertainment als Mehr-BB Entertainment. Mit dieser produziert er die deutschsprachige Uraufführung von Harry Potter und das verwunschene Kind in Hamburg im März 2020. Aufgrund der Corona-Pandemie hat sich die Premiere mehrfach verschoben, ehe sie im Dezember 2021 stattfand. Maik Klokows aktuelles Projekt ist Moulin Rouge! (Musical). Die Produktion, die auf dem gleichnamigen Kinofilm von Baz Luhrmann basiert, wird ab Oktober 2022 im Musical Dome aufgeführt.
In seiner Heimatstadt Parchim betreibt Klokow ein bundesweit agierendes Handelshaus für Befestigungstechnik und Werkzeuge. Klokow sitzt im Kuratorium der Fördergemeinschaft Kinderkrebs-Zentrum Hamburg e. V. und gehört dem Stiftungsrat der Stiftung Lebendige Stadt an. Außerdem ist er Mitglied des Stiftungsrates der Mecklenburger AnStiftung. Er ist mit der Musicaldarstellerin Anna Montanaro verheiratet und hat vier Kinder. Im Januar 2017 hat er an dem TV-Format Undercover Boss teilgenommen.

## Auszeichnungen
2002 wurde Maik Klokow mit dem Preis „Hamburger des Jahres“ ausgezeichnet.